# AA-52
AA-52 — французский единый пулемёт.

## История
После окончания второй мировой войны на вооружении французских войск находились ручные и станковые пулемёты нескольких различных систем (французские 7,5-мм пулемёты, полученные по программе ленд-лиза 7,62-мм американские и 7,71-мм английские пулемёты, а также трофейные немецкие 7,92-мм пулемёты), использовавшие разные боеприпасы. После подписания 4 апреля 1949 года Североатлантического договора Франция вошла в состав военно-политического блока НАТО и приняла на себя обязательства по стандартизации вооружения и военной техники с другими странами НАТО.
В 1948-1952 гг. были разработаны несколько экспериментальных образцов пулемётов с питанием из отъёмных магазинов и пулемётных лент, по результатам эксплуатации которых 22 августа 1952 года на вооружение был официально принят АА-52.
Единый 7,5-мм пулемёт AA-52 был разработан в начале 1950-х годов с учетом опыта прошедшей Второй Мировой войны и продолжавшейся войны в Индокитае. Значительное внимание уделялось технологичности производства (в конструкции пулемёта применяются электросварка и штамповка из стального листа). Автором конструкции запирающего механизма является Emile Martin (см. патент Франции на изобретение №949973 с приоритетом от 25.06.1947 г.).
AAT-52 был частично снят с вооружения французской армии в 2008 году. В 2010-х годах некоторое количество этих пулемётов заменили на 10881 FN MAG.

## Варианты и модификации
- AAT-52 — первый вариант пулемёта, под штатный французский винтовочно-пулемётный патрон 7,5×54 мм образца 1929 года; до окончания производства выпущено около 35 тыс. шт. в нескольких различных модификациях (пехотный с 500-мм стволом, пехотный с 600-мм стволом, танковый и авиационный). Танковые и авиационные варианты могли быть оснащены электроспуском[1]
- AAN F1 — модификация под патрон 7,62×51 мм НАТО, принята на вооружении французской армии в 1960-е годы, выпущено 17 тыс. шт.[1]
- MAC-58 — экспериментальная крупнокалиберная модификация под патрон 12,7×99 мм НАТО. В 1956 - 1959 гг. были разработаны, изготовлены и испытаны несколько прототипов, но на вооружение они приняты не были и серийно не выпускались[1]. Проектировался для замены находившихся на вооружении американских пулемётов Браунинг М2, но по результатам испытаний образцов пулемёта было сочтено, что в дальнейшем развитии прототипа нет необходимости. Автоматика основана на полусвободном затворе.

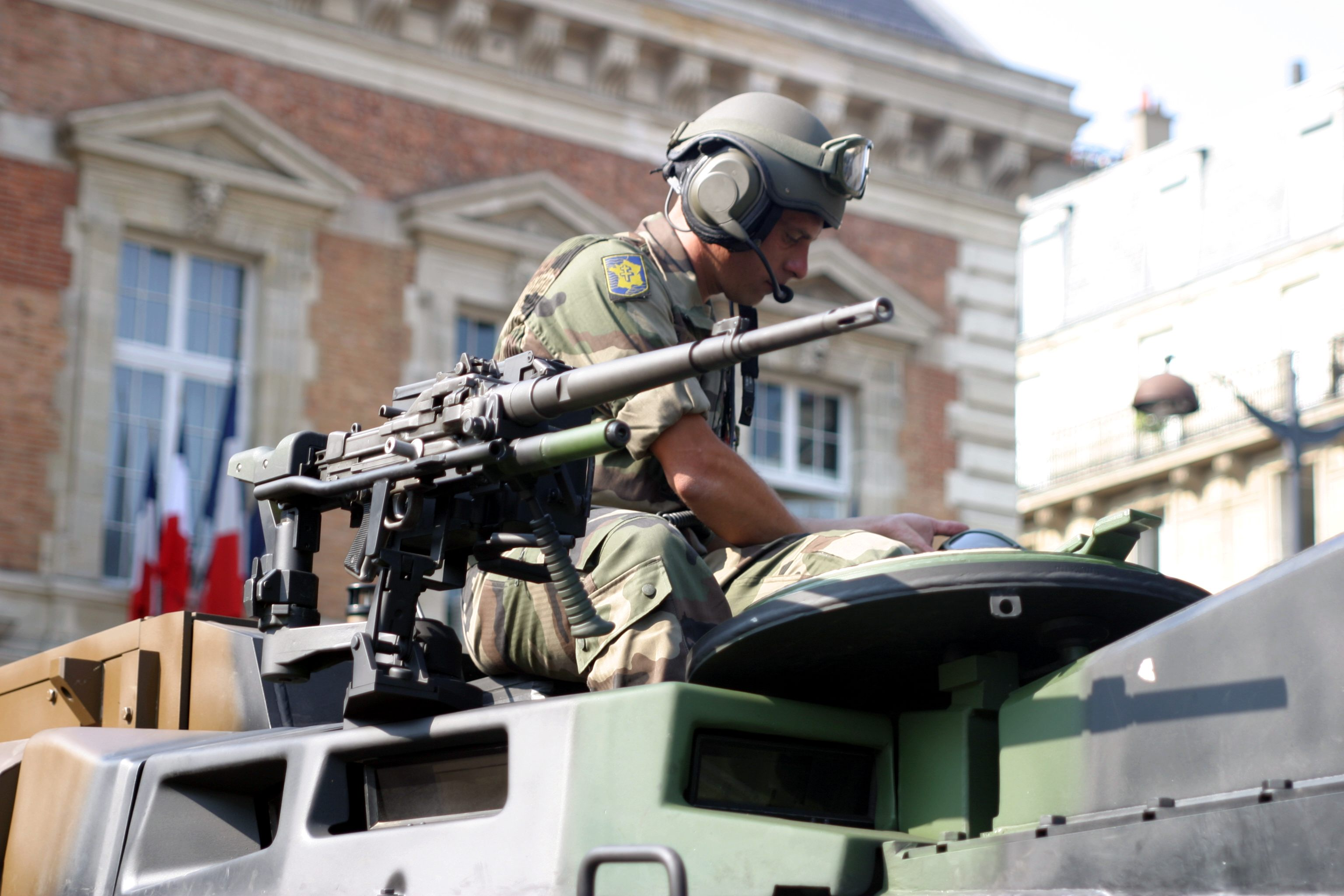
NF-1 на танке «Леклерк»
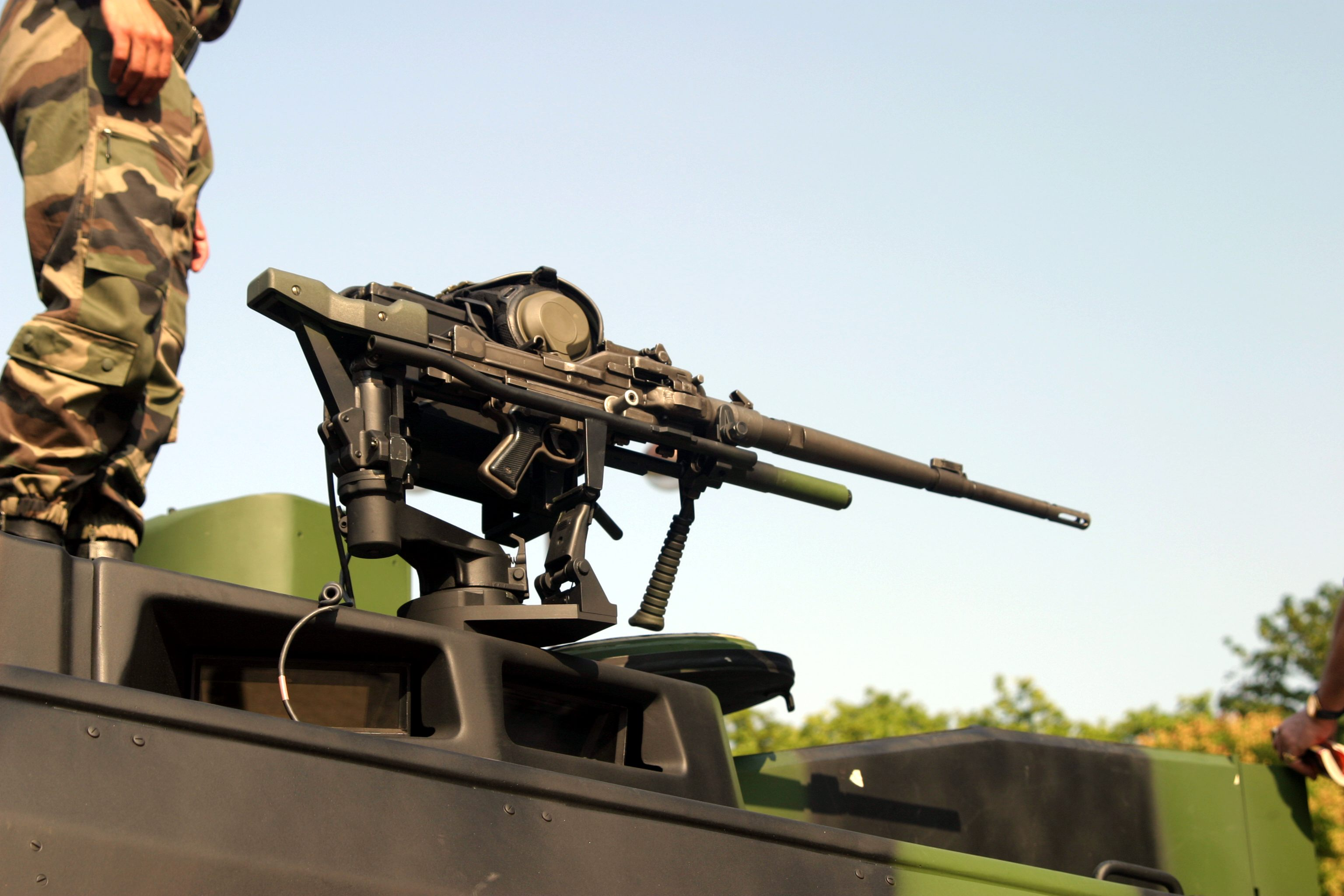
NF-1 на танке
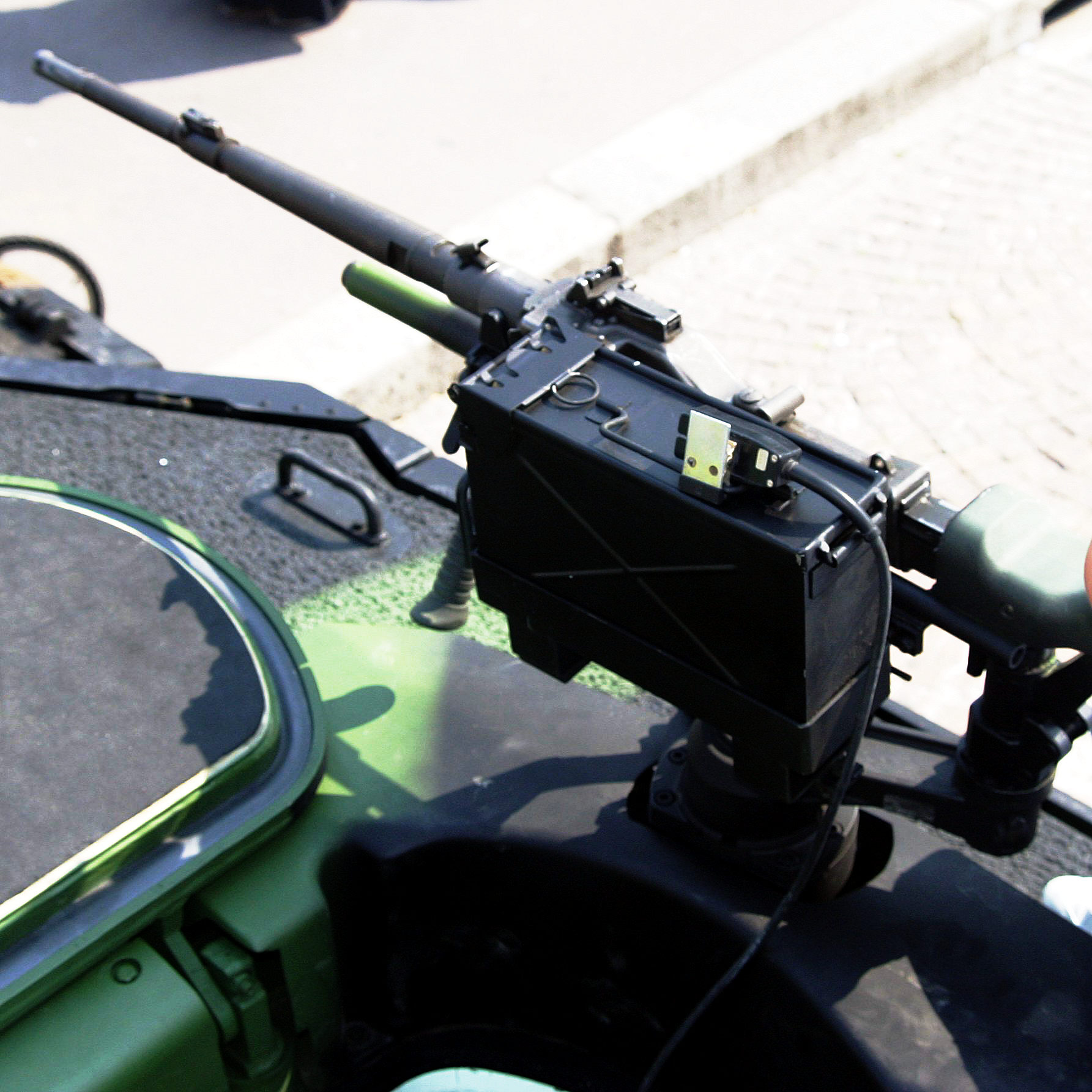
NF-1
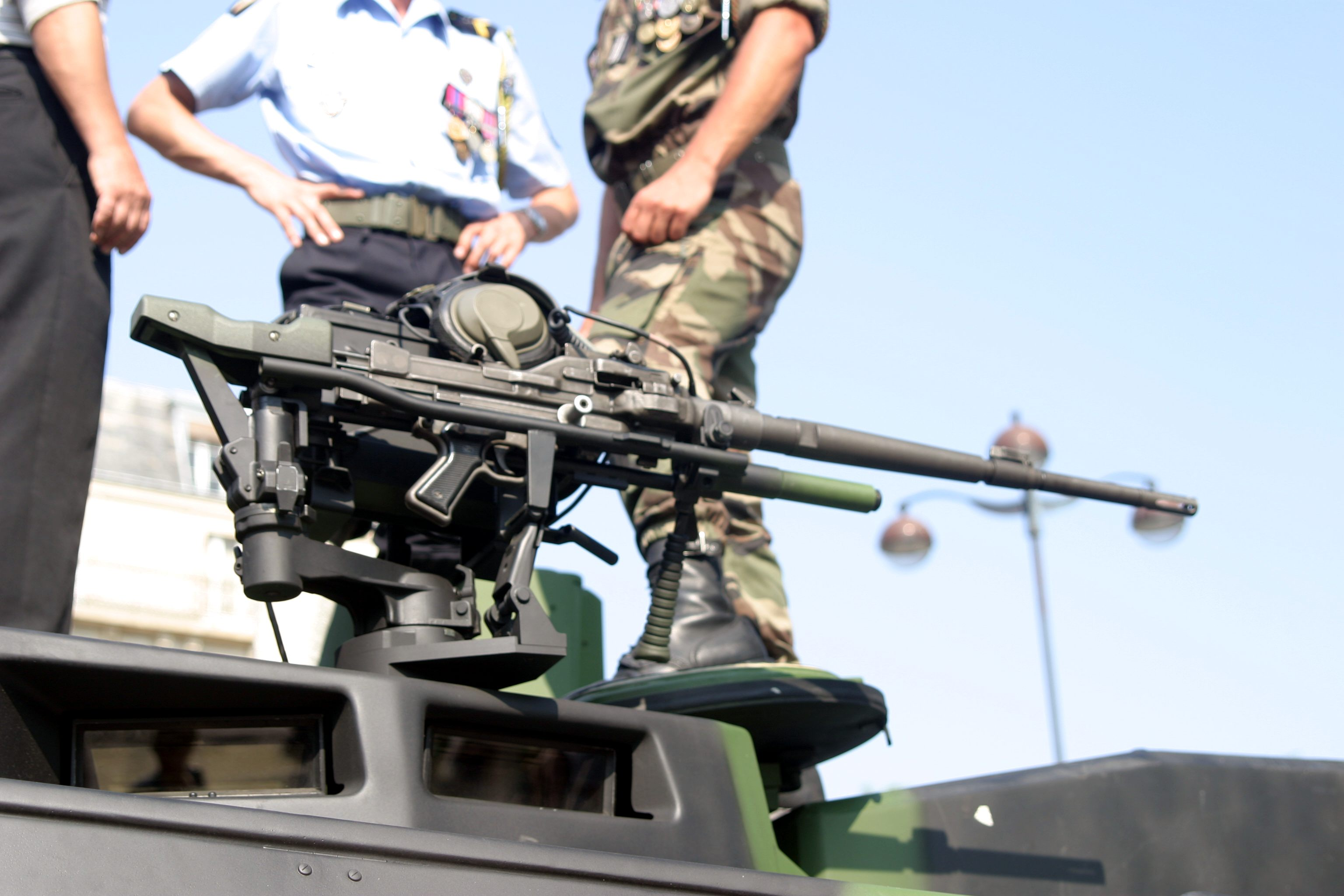
NF-1

## Страны-эксплуатанты
- Аргентина[3]

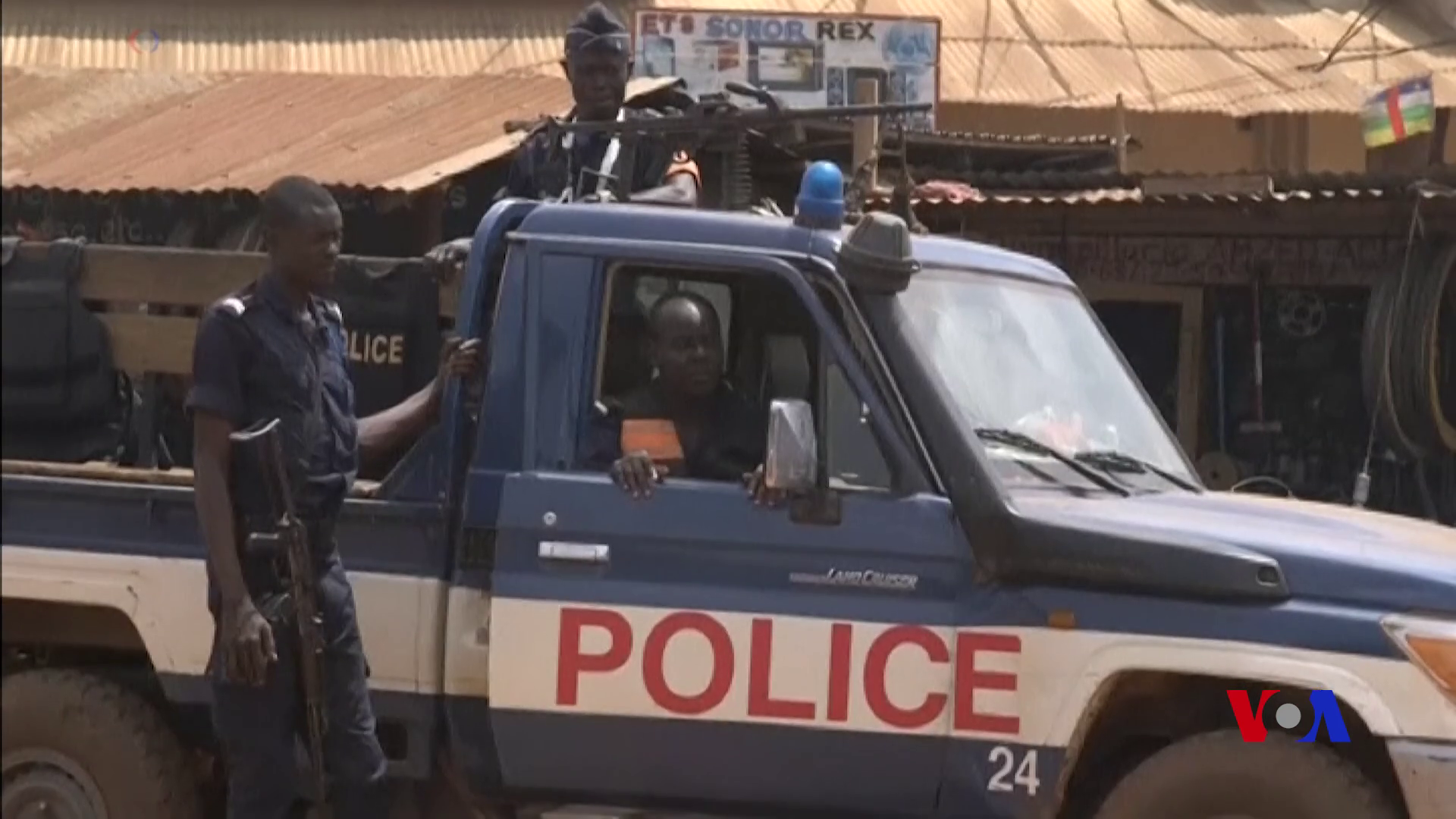
полиция ЦАР с пулемётом АА-52 (апрель 2018)

- Бельгия: Спаренные пулемёты AA-52 на штурмовиках Fouga Magister.[4]
- Бенин[5]
- Буркина-Фасо[5]
- Габон[5]
- Джибути[5]
- Доминиканская Республика
- Индонезия: Пулемёты AAT-F1 бронеавтомобилей AMX-10 PAC 90 Корпуса морской пехоты.[6]
- Ирландия — в 1970 году во Франции были куплены 20 бронеавтомобилей Panhard AML, вооруженных 7,62-мм пулеметами AAN F1
- Камерун[7]
- Коморы[5]
- Кот-д’Ивуар[5][8]
- Ливан — на VAB Mephisto
- Мавритания[5]
- Мадагаскар[5]
- : Вооружённые силы Мали[5]
- Марокко: F1 variant.[5]
- Нигер[5]
- Сальвадор — в 1976 году были куплены 12 бронеавтомобилей Panhard AML, вооруженных 7,62-мм пулеметами AAN F1, к началу 2016 года на вооружении осталось 8 исправных бронемашин[9]
- Сенегал[5]
- Сейшельские Острова[5]
- Сомали[5]
- Того[5]
- Тунис[10]
- Франция — принят на вооружение в 1952 году, первые пулемёты поступили в войска в феврале 1956 года, с 2008 года заменяется в войсках на FN MAG и FN Minimi, но продолжает использоваться в пулемётных установках на бронетехнике и авиатехнике[1]
- Центральноафриканская Республика - первые пулемёты оказались на территории колонии Французская Экваториальная Африка, после провозглашения независимости страны 13 августа 1960 года они остались на вооружении армии и жандармерии ЦАР.